# Diáspora tibetana

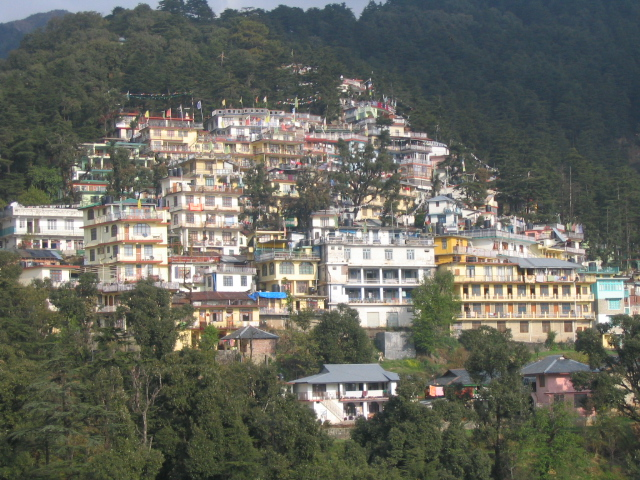
Dharamsala, en India, el mayor asentamiento tibetano fuera de Tíbet.

Se conoce como diáspora tibetana a la emigración de tibetanos fuera de su natal Tíbet en diversos países del mundo. El número de tibetanos en el exterior se calcula actualmente en unas 150.000 personas. Los países con mayor cantidad de tibetanos per cápita son India, Nepal y Bután, pero hay también tibetanos en Europa, América y el Sudeste Asiático siendo Taiwán uno de los destinos predilectos recientemente. Los primeros tibetanos que dejaron su tierra masivamente en tiempos modernos lo hicieron en los años 50 tras la anexión del Reino del Tíbet a la República Popular de China en 1950 en que se calcula que unos 80.000 tibetanos emigraron a países vecinos, especialmente India, entre ellos el líder político y religioso tibetano el dalái lama, quien se ubicó en Dharamsala, ciudad india que es hoy día uno de los principales asentamientos tibetanos fuera de Tíbet.

## Historia
El pueblo tibetano poseyó un extenso y aguerrido imperio que dominó varias regiones de los Himalayas consolidándose como una potencia local. Diversas tribus tibetanas nómadas y seminómadas se extendieron más allá de la región histórica de Tíbet y de la meseta tibetana y tibetanos étnicos colonizaron regiones como Bután y Ladakh desplazando o mezclándose con los pueblos nativos y manteniendo lazos lingüísticos, culturales y religiosos hasta la fecha.

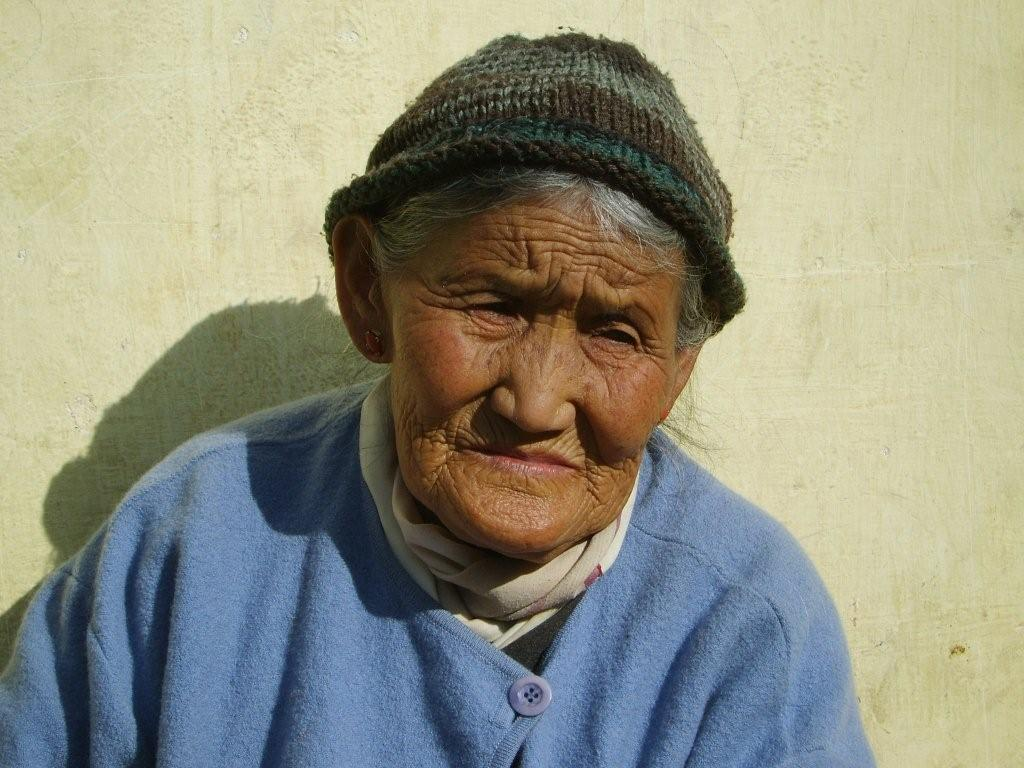
Refugiada tibetana en India

Sin embargo la primera oleada de refugiados tibetanos en dejar Tíbet se dio en el período de 1950-59 en que se suscitó la anexión china de Tíbet y su incorporación a la República Popular de China en que unos 80.000 tibetanos de todas las clases sociales y religiones dejaron Tíbet en un promedio de 1000 a 2000 al año. En 1961 la Asamblea General de las Naciones Unidas declaró que la salida de tibetanos era evidencia de violaciones a los derechos humanos por parte del gobierno maoísta de la época. La segunda oleada se dio a partir de 1980 y aproximadamente hasta 1996 a raíz de lo que algunos denunciaron como represiones políticas y religiosas. El número de tibetanos que dejaron Tíbet se calculó en unos 25.000. Una tercera oleada se dio en 2008 a raíz de una serie de enfrentamientos étnicos que se dieron en Tíbet entre opositores al gobierno chino y las autoridades locales cuyo número de calcula entre 3000 y 4000.
No obstante, a partir de la apertura de fronteras entre China e India después de los años 90 en que China flexibilizó un poco el movimiento de personas y las restricciones religiosas permitiendo, por ejemplo, la peregrinación por lo que los movimientos entre refugiados que visitan Tíbet por razones familiares o religiosas o, a la inversa, de tibetanos que visitan India como parte de un peregrinaje espiritual son permitidos. También existe constancia de que algunos niños tibetanos son enviados a Dharamsala a ser educados en las escuelas tradicionales tibetanas para luego volver a Tíbet con la tolerancia del gobierno chino.

## Gobierno en el exilio
Una característica particular de la diáspora tibetana que la diferencia de otras diásporas es la presencia del llamado gobierno tibetano en el exilio, cuyo nombre oficial es Administración Central Tibetana, no tiene reconocimiento oficial de ningún país, sin embargo algunas naciones como India y Bután, le permiten administrar buena parte de las necesidades de las comunidades tibetanas de la diáspora cumpliendo funciones similares a las de un gobierno y recibe ayudas económicas de diversos países como India y Estados Unidos. La administración cuenta con un primer ministro llamado Sikyong, un gabinete o Kashag y un Parlamento Tibetano en el Exilio electo democráticamente entre los tibetanos exiliados, la última elección habiendo sido la de 2016. Sostiene Oficinas Tibetanas en más de diez países, descritas a veces como "embajadas de facto".  El gobierno tibetano en el exilio ha sostenido charlas oficiales con China para lograr acuerdos, aunque ninguno se ha concretado formalmente, también sostiene relaciones estrechas con Taiwán.

## Adaptación y estatus
Según algunos reportes los tibetanos radicados en India pueden enfrentar dificultades para adaptarse ya que se trata de un país con un clima muy diferente (más cálido, especialmente en el sur), más diverso religiosa y culturalmente y con más idiomas hablados. Aunque aquellos tibetanos radicados en zonas del norte, como Ladaj y Sikkim, que tienen grandes similitudes culturales y climáticas con Tíbet tienden mejor a la adaptación, al igual que los tibetanos en Bután. Otros estudiosos señalan como las distintas oleadas de tibetanos también representan diferencias entre sí, por ejemplo los tibetanos de la primera oleada son mucho más tradicionales y apegados a las costumbres exclusivamente tibetanas mientras que migrantes de épocas más recientes y generaciones más jóvenes han adoptado algunas costumbres chinas como el uso del mandarín o el disfrute de la televisión y el cine chino. Algo similar a lo que sucede con algunos tibetanos nacidos en India (y que legalmente son considerados ciudadanos indios) que disfrutan del cine de Bollywood y la cultura india. 
En cuanto a su estatus político a los tibetanos nacidos en India entre 1950 y 1987 se les dio la nacionalidad india mediante dictamen de la Suprema Corte de ese país en 2010.  En el caso de Bután la nacionalidad butanesa le fue otorgada a la mayoría de refugiados tibetanos localizados en el país y los que no optaron por la nacionalidad fueron en su mayoría reubicados en India. Actualmente muchos tibeto-butaneses se dedican al comercio y al turismo. En Occidente también hay una presencia importante de tibetanos, una de las características que se señala de estos es que al haber nacido en países democráticos y respetuosos de los Derechos Humanos tienen posturas más exigentes sobre la cuestión tibetana como muestran las diversas protestas organizadas por jóvenes tibetanos contra China especialmente durante los Juegos Olímpicos de 2008.